# Ekranizacje dzieł Williama Shakespeare’a
Ekranizacje dzieł Williama Shakespeare’a – lista filmów opartych na twórczości Williama Shakespeare’a.
Już od początku historii kina Shakespeare był inspiracją dla reżyserów. Na utworach pisarza ze Stratford opartych jest około 420 pełnometrażowych filmów. Spośród polskich reżyserów, ekranizacji jego dzieł dokonali m.in. Roman Polański (Makbet, 1971) i Feliks Falk (Ryszard III, 1989 dla Teatru Telewizji). Dla telewizji BBC wiele dzieł tego autora na ekran przeniósł Kenneth Branagh.
Hamlet z 1990 roku, w reżyserii Franca Zeffirellego, otrzymał dwie nominacje do Oscara. Powstał także film Zakochany Szekspir (laureat siedmiu Oscarów), który opisuje problemy twórcze pisarza, pojawia się tam także postać Edwarda Alleyna.
Pierwszą adaptacją była 3-minutowa produkcja z 1899 roku pod tytułem Król Jan oparta na fragmencie kroniki Życie i śmierć króla Jana. W epoce kina niemego pisarz ten zdobył popularność zarówno w Europie, jak i w USA. Stało się tak głównie dlatego, że jego dzieła nie były objęte prawami autorskimi (domena publiczna), a także dobrze wpisywały się w ówczesne trendy.

## Tragedie

### Hamlet
Tylko od roku 1900 do 2006 powstało ponad 50 różnych adaptacji filmowych Hamleta.
- 1921: Hamlet; reżyseria: Svend Gade, w roli tytułowej Asta Nielsen
- 1948: Hamlet; reżyseria: Laurence Olivier, w rolach głównych Laurence Olivier i Jean Simmons
- 1960: Zły śpi spokojnie (Warui yatsu hodo yoku nemuru); reżyseria: Akira Kurosawa
- 1964: Hamlet; reżyseria: Grigorij Kozincew, Innokientij Smoktunowski jako Hamlet
- 1964: Hamlet, reżyseria: John Gielgud i Bill Colleran
- 1969: Hamlet; reżyseria: Tony Richardson, występują Nicol Williamson jako Hamlet, Anthony Hopkins jako Klaudiusz
- 1987: Hamlet; reżyseria: Aki Kaurismäki
- 1990: Hamlet; reżyseria: Franco Zeffirelli, w rolach głównych Mel Gibson, Glenn Close, Alan Bates i Helena Bonham Carter
- 1996: Hamlet; reżyseria: Kenneth Branagh, w rolach głównych Kenneth Branagh, Kate Winslet, Derek Jacobi i Julie Christie
- 2000: Hamlet; reżyseria: Michael Almereyda, w roli tytułowej Ethan Hawke
- 2009: Hamlet; reżyseria: Gregory Doran

### Makbet
- 1948: Makbet; reżyseria: Orson Welles
- 1957: Tron we krwi (Kumonosu jō); reżyseria: Akira Kurosawa, w roli tytułowej Toshiro Mifune
- 1971: Tragedia Makbeta; reżyseria: Roman Polański, w tytułowej roli Jon Finch
- 2003: Maqbool; reżyseria Vishal Bharadwaj
- 2015: Makbet; reżyseria: Justin Kurzel, występują Michael Fassbender i Marion Cotillard
- 2021: Tragedia Makbeta; reżyseria: Joel Coen, występują Denzel Washington i Frances McDormand

### Romeo i Julia
- 1936: Romeo i Julia; reżyseria: George Cukor, w roli Julii Norma Shearer
- 1954: Romeo i Julia; reżyseria: Renato Castellani, w rolach głównych Laurence Harvey i Susan Shentall
- 1964: Romeo i Julia; reżyseria: Riccardo Freda, występują: Rosemary Dexter jako Giulietta, Geronimo Meynier jako Romeo
- 1968: Romeo i Julia; reżyseria: Franco Zeffirelli, w roli Julii Olivia Hussey
- 1978: Romeo i Julia; reżyseria: Alvin Rakoff
- 1996: Tromeo i Julia (Tromeo and Juliet); reżyseria Lloyd Kaufman
- 1996: Romeo i Julia; reżyseria: Baz Luhrmann, występują: Claire Danes jako Julia, Leonardo DiCaprio jako Romeo
- 2007: Romeo × Juliet (serial anime)
- 2011: Gnomeo i Julia (Gnomeo & Juliet); reż. Kelly Asbury
- 2011: Szeregowy Romeo (Private Romeo); reżyseria: Alan Brown
- 2013: Romeo i Julia (Romeo and Juliet); reżyseria: Carlo Carlei

### Otello
- 1922: Otello; reżyseria Dimitri Buchowetzki, w tytułowej roli Emil Jannings
- 1951: Otello; reżyseria: Orson Welles
- 1965: Otello; reżyseria Stuart Burge, w roli tytułowej Laurence Olivier
- 1995: Otello; reżyseria: Oliver Parker, występują Irène Jacob, Laurence Fishburne, Kenneth Branagh
- 2001: O-Otello; adaptacja Otella, reż. Tim Blake Nelson
- 2006: Omkara; adaptacja Otella, reżyseria: Vishal Bhardwaj

### Król Lear
- 1971: Król Lear; reżyseria: Grigorij Kozincew
- 1971: Król Lear; reżyseria: Peter Brook
- 1985: Ran; reżyseria: Akira Kurosawa
- 2018: Król Lear; reżyseria: Richard Eyre

### Juliusz Cezar
- 1950: Juliusz Cezar; Charlton Heston jako Antoniusz
- 1953: Juliusz Cezar; reżyseria: Joseph L. Mankiewicz, występują Marlon Brando, James Mason

### Tytus Andronikus
- 1999: Tytus Andronikus; reżyseria: Julie Taymor, występują Anthony Hopkins, Jessica Lange

### Koriolan
- 2011: Koriolan, reżyseria: Ralph Fiennes

## Komedie

### Kupiec wenecki
- 1923: Der Kaufmann von Venedig; w roli Shylocka Werner Krauss
- 2004: Kupiec wenecki; reżyseria: Michael Radford

### Sen nocy letniej
- 1935: Sen nocy letniej; reżyseria: Max Reinhardt, występują James Cagney, Olivia de Havilland, Mickey Rooney jako Puck
- 1996: Sen nocy letniej; reżyseria: Adrian Noble
- 1999: Sen nocy letniej; reżyseria: Michael Hoffman, występują  Kevin Kline, Michelle Pfeiffer, Calista Flockhart

### Wiele hałasu o nic
- 1993: Wiele hałasu o nic; reżyseria: Kenneth Branagh, występują Emma Thompson, Keanu Reeves, Denzel Washington

### Poskromienie złośnicy
- 1967: Poskromienie złośnicy; reżyseria: Franco Zeffirelli
- 1980: Poskromienie złośnicy; reżyseria Jonathan Miller, w roli Petruchia John Cleese
- 1999: Zakochana złośnica (10 Things I Hate About You); reżyseria: Gil Junger

### Burza
- 1979: Burza; reżyseria: Derek Jarman
- 1991: Księgi Prospera; reżyseria: Peter Greenaway
- 2010: Burza, reżyseria: Julie Taymor
- 2012: Blast of Tempest (serial anime)

### Wieczór Trzech Króli
- 1996: Wieczór Trzech Króli; reżyseria: Trevor Nunn (Helena Bonham Carter, Nigel Hawthorne)
- 2006: Ona to on; reżyseria: Andy Fickman (Amanda Bynes, Channing Tatum)

### Stracone zachody miłości
- 2000: Stracone zachody miłości; reżyseria: Kenneth Branagh, występują Kenneth Branagh, Natascha McElhone, Alessandro Nivola

### Jak wam się podoba
- 2006: Jak wam się podoba; reżyseria: Kenneth Branagh, występują Bryce Dallas Howard, Brian Blessed

### Cymbelin
- 2014: Anarchia (Anarchy – tytuł w Wielkiej Brytanii; Cymbeline – tytuł w USA); reżyseria: Michael Almereyda

## Kroniki
- 2012: The Hollow Crown (miniserial); adaptacja Drugiej tetralogii, reżyseria: Rupert Gould, Thea Sharrock – dla BBC Two

### Henryk IV
- 1991: Moje własne Idaho; reżyseria: Gus van Sant, dialogi z Falstaffa Orsona Wellesa, występują Keanu Reeves, William Richert

### Henryk V
- 1944: Henryk V; reżyseria: Laurence Olivier
- 1989: Henryk V; reżyseria: Kenneth Branagh, występują Kenneth Branagh, Emma Thompson

### Ryszard II
- 2003: Ryszard II (Mark Rylance) – dla BBC Channel 4

### Ryszard III
- 1955: Ryszard III; reżyseria: Laurence Olivier
- 1995: Ryszard III; Ian McKellen jako Ryszard III, Annette Bening jako królowa Elżbieta, Jim Broadbent

## Inne

### Sonety
- 1985: The Angelic Conversation; reżyseria: Derek Jarman; film oparty na sonetach Shakespeare’a